# Via Regia

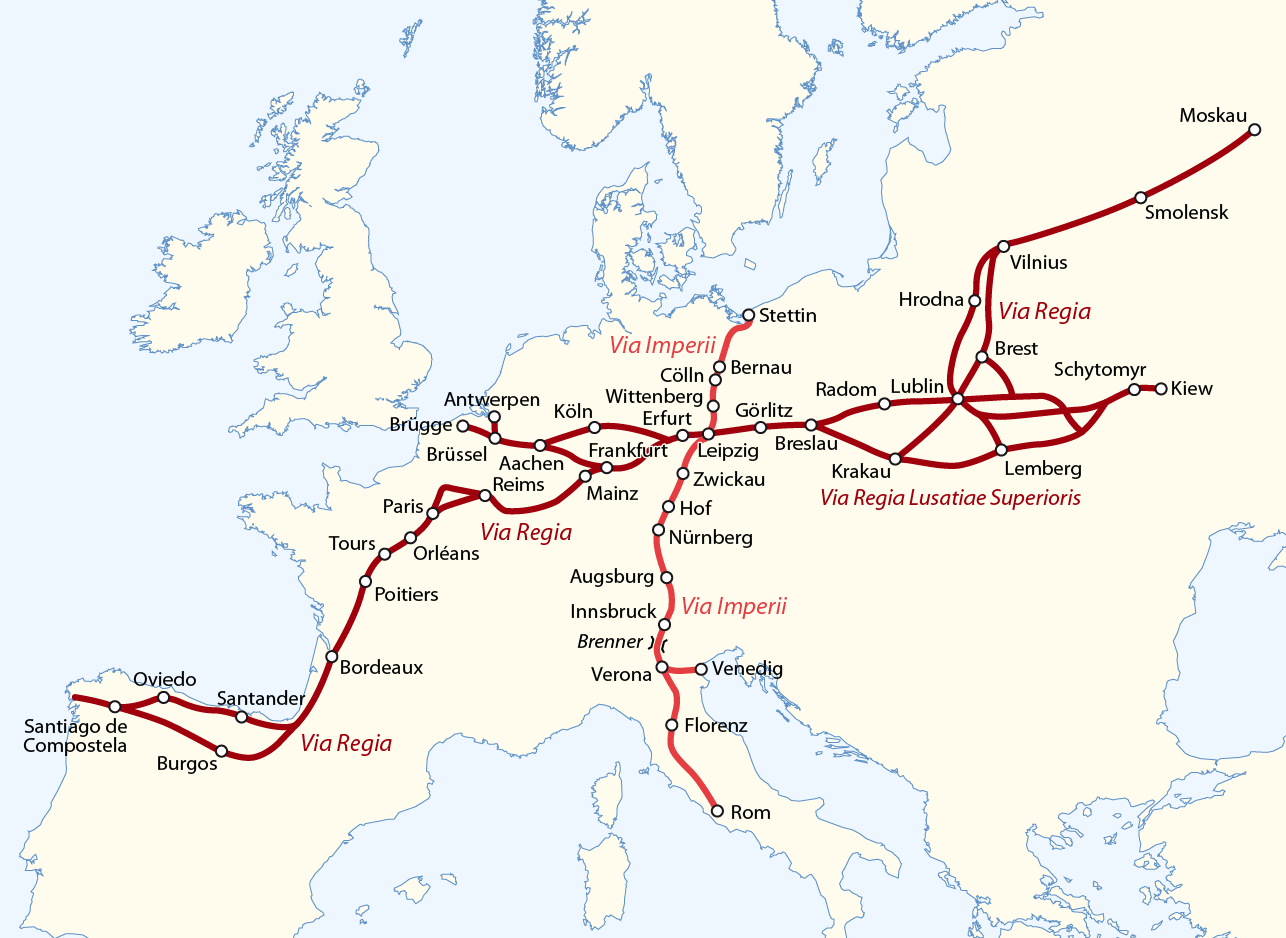
Via Regia i Via Imperii

Via Regia – w sensie ogólnym, droga królewska podlegająca bezpośrednio królowi, na której obowiązywały specjalne prawa.
Jako Via Regia lub „Droga Wysoka” oznacza się również historyczny szlak handlowy prowadzący od Hiszpanii aż po Rosję.

## Historia

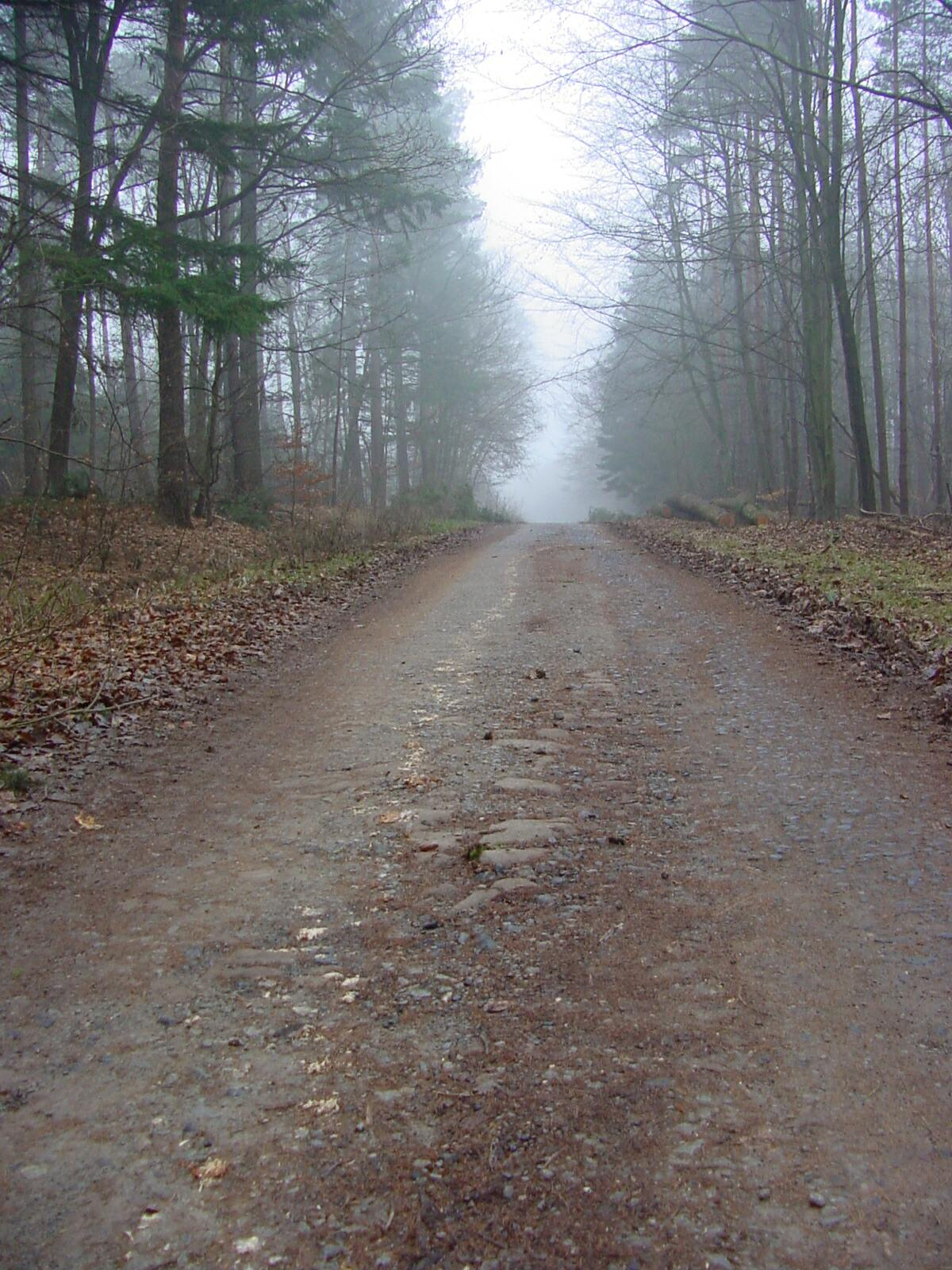
Fragment historycznej Via Regia między Fuldą i Neuhofem

Pierwsze wzmianki o Via Regia pochodzą z 1252, kiedy pojawia się pod nazwą „Strata Regia” (Droga Królewska) w dokumentach margrabiego Marchii Miśnieńskiej Henryka III.
Początkami drogi były budowane przez wojska rzymskie trakty pomiędzy hiszpańską Galicją a Paryżem. Z czasem legiony wyruszyły na wschód w stronę Łaby. Z Moguncji wyruszyli przez Frankfurt, Fuldę, Eisenach, Erfurt, Lipsk by na Łabie ustanowić wschodnią granicę cesarstwa. W Świętym Cesarstwie Rzymskim drogę rozbudowano dalej przez Zgorzelec do Wrocławia nazywając ją „Droga Wysoka” (niem. Hohe Straße).
Via Regia była drogą ponadregionalną sprzyjającą rozwojowi stosunków i kontaktów państw europejskich. Droga służąca początkowo jako trakt wojskowy, stawała się z czasem coraz ważniejszym traktem handlowym, co przyspieszało rozwój miast leżących na jej trasie. Na znaczeniu straciła dopiero w XIX wieku kiedy dynamicznie zaczęła rozwijać się kolej.
Na Dolnym Śląsku w Brzezinie zachował się oryginalny pomnik związany z modernizacją (brukowaniem) odcinka Via Regia między Brzegiem a Oławą w 1584.
Innym szlakiem, noszącym nazwę Via Regia, był szlak z Gdańska przez Tczew, Gniew, Świecie do Krakowa i dalej na Węgry.

## Teraźniejszość
Via Regia, to także jedna z głównych nitek szlaku pielgrzymkowego św. Jakuba, inaczej Droga św. Jakuba, która prowadzi do Santiago de Compostela w Hiszpanii. W Polsce oznakowany obecnie (2014) na odcinku od granicy ukraińsko-polskiej przez Rzeszów, Kraków, Piekary Śląskie, Opole, Wrocław, Legnicę i Lubań do Zgorzelca.
W 2002 z inicjatywy władz Saksonii powołano do życia inicjatywę „VIA REGIA – Europejska Droga Kultury”. Do inicjatywy dołączyły regiony leżące na szlaku historycznym Via Regia. Głównym celem tej międzynarodowej inicjatywy jest podniesienie Via Regia do rangi symbolu jedności europejskiej na poziomie kulturowym, turystycznym i gospodarczym. Przebiegając m.in. równolegle do polskiej, niemieckiej i francuskiej autostrady A4, symbolicznie łączy ze sobą wiele krajów Unii Europejskiej i służy wymianie handlowej.

## Camino de Santiago
Latem 2006 przygotowany został przez Fundację Wioski Franciszkańskiej pierwszy odcinek szlaku wzdłuż dawnej Via Regia. Prowadzi on z Brzegu przez Oławę, Siechnice, Wrocław, Środę Śląską, Legnicę, Legnickie Pole, Złotoryję, Lwówek Śląski i Lubań do Zgorzelca. Jego kontynuacją w Niemczech jest Ekumeniczna Droga Pątnicza przez Saksonię i Turyngię. W roku 2008 szlak przedłużono o odcinek na terenie województwa opolskiego (Góra Świętej Anny – Opole – Brzeg). Obecnie trwają prace przygotowawcze w województwie śląskim, małopolskim i w podkarpackim (Jarosław – Rzeszów – Ropczyce – Tarnów – Tuchów – Lipnica – Brzesko – Kraków – Olkusz – Sławków – Będzin – Piekary Śląskie – Toszek – Góra Świętej Anny).

## Przebieg drogi[potrzebnyprzypis]

### Hiszpania
Santiago de Compostela, Oviedo, Santander, Leon, Burgos, Logroño, Pampeluna, Roncesvalles.

### Francja
Bordeaux, Poitiers, Tours, Orlean, Paryż, Reims, Metz.

### Belgia
Brugia, Antwerpia, Gandawa, Bruksela, Liège.

### Niemcy
Akwizgran, Kolonia, Moguncja, Frankfurt nad Menem, Erfurt, Lipsk, Drezno, Görlitz.

### Polska
Zgorzelec, Lubań, Lwówek Śląski, Złotoryja, Legnica, Środa Śląska, Wrocław, Oława, Brzeg, Opole, Toszek, Tarnowskie Góry, Bytom, Piekary Śląskie, Czeladź (wariant trasy), Będzin, Dąbrowa Górnicza, Sosnowiec, Sławków, Olkusz, Ojców, Kraków, Tarnów, Dębica, Rzeszów, Przeworsk, Jarosław, Przemyśl, Sandomierz, Lublin.

### Ukraina
Lwów, Włodzimierz, Łuck, Równe, Żytomierz, Radomyśl, Kijów.